# Ernest Bovet
Pour les articles homonymes, voir Bovet.
Ernest Bovet (Lausanne 24 mai 1870 - 25 août 1941)  est un philologue romaniste suisse.

## Carrière
Bovet étudie la philologie romane à Zurich. Il est chargé d'enseignement pour la littérature française à l'université de Rome, puis de 1907 à 1923 successeur de Heinrich Morf comme professeur ordinaire d'histoire des littératures italienne et française à l'université de Zurich. Collaborateur des revues Semaine littéraire et Bibliothèque universelle, il fonde sa propre revue Wissen und Leben, de 1907 à 1923.
Il est de 1912 à 1918 président du Patrimoine suisse.

## Œuvres
- Le peuple de Rome vers 1840 d’après les sonnets en dialecte transtévérin de Giuseppe Gioachino Belli, Neuchâtel/Rome 1898.
- La préface de Chapelain à l’Adonis du Chevalier Marino, in: Aus romanischen Sprachen und Literaturen. Festgabe für Heinrich Morf, Halle 1905.
- Lyrisme – Épopée – Drame : Une loi de l'histoire littéraire expliquée par l'évolution générale, Paris 1911.
- Le christianisme, créateur de valeurs sociales, Lausanne 1929.